# Philips P2000
Philips P2000T — домашний компьютер производства Philips.

## История
Первая попытка компании выйти на рынок домашних компьютеров в 1980 году, после игровой системы Philips Videopac G7000, конкурирующей с Atari 2600 и аналогичными игровыми системами. Также была версия P2000M для использования с монохромным монитором, эта версия поставлялась с корпусом, вмещающим двойной 5¼-дюймовый дисковод. Версия P2000C, представленная в 1982 году, была портативной.

## Эмуляция
Системы P2000 можно эмулировать с помощью программного обеспечения MESS, которое с 2015 года является частью MAME. Существуют также и другие эмуляторы.